# Felicidade de Roma

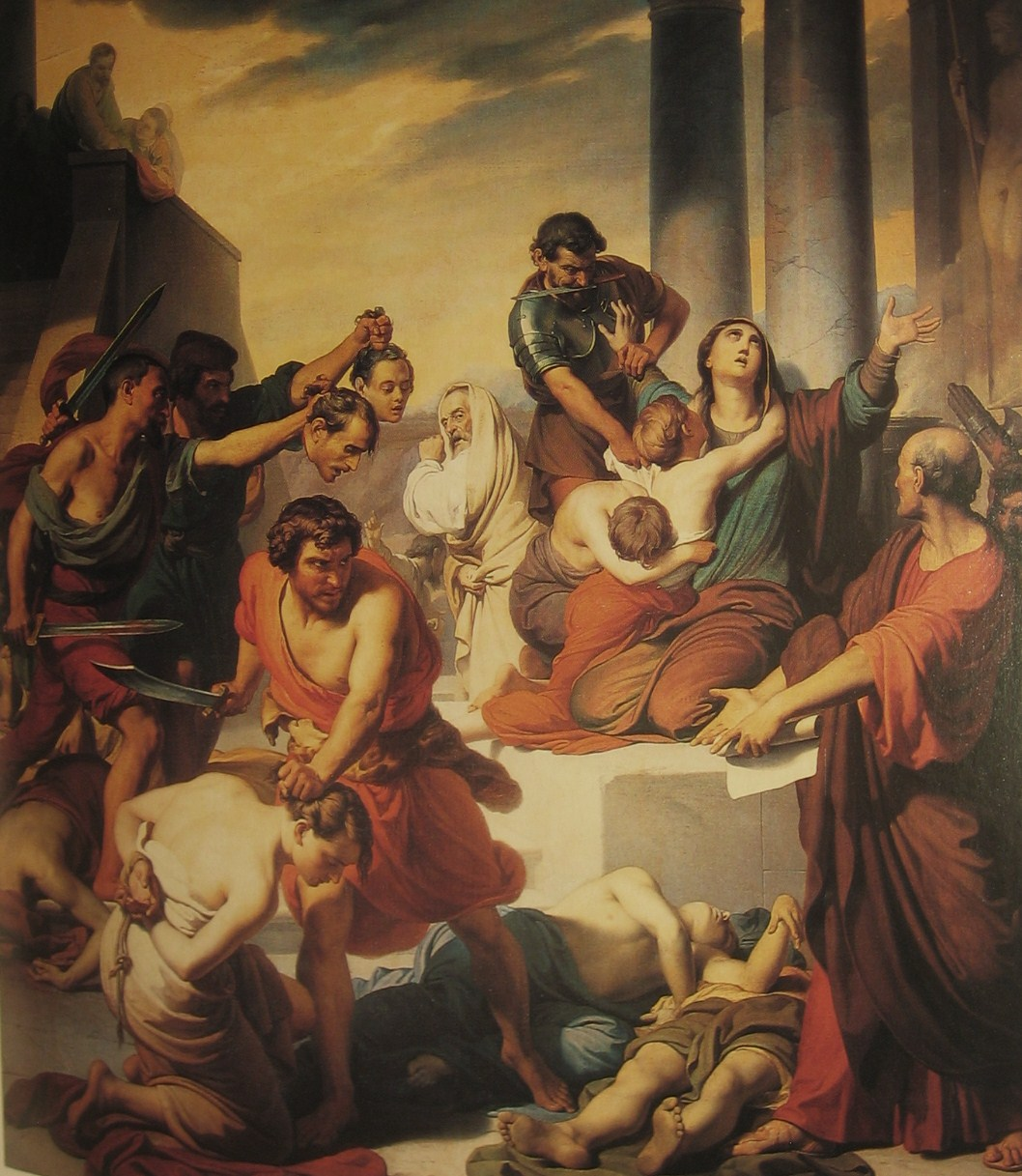
"Martírio de Santa Felicidade e seus sete filhos", de Francesco Coghetti, na Igreja de Ranica, em Bérgamo, Itália

Felicidade de Roma (em latim: Felicitas; c. 101–165) é uma das primeiras mártires cristãs venerada como santa. Além do nome, a única coisa certa que sabemos sobre ela é que seu corpo foi enterrado na Catacumba de Máximo, na Via Salária, em 23 de novembro. Porém, as lendas posteriores a seu respeito a retratam como mãe de sete filhos mártires cuja festa é celebrada em 10 de julho. Na Igreja Ortodoxa, sua festa é celebrada em 7 de fevereiro (25 de janeiro no calendário juliano).
A lenda de Santa Sinforosa é bastante similar e é possível que suas histórias tenham se confundido ou mesmo que que sejam ambas a mesma pessoa. Esta Felicidade não é a mesma Felicidade do norte da África que é celebrada com Santa Perpétua. Uma antiga lenda compara-a com a história da mulher com sete filhos de II Macabeus.

## História de Santa Felicidade
A festa de Santa Felicidade de Roma foi mencionada pela primeira vez no "Martyrologium Hieronymianum" na data de 25 de janeiro. Desde muito cedo, sua festa como mártir já era celebrada solenemente pela igreja de Roma nesta data, como atesta uma homilia proferida neste dia por São Gregório Magno na basílica que estava construída sobre seu túmulo. Na época, seu corpo estava na Catacumba de Máximo, na Via Salária. A cripta onde estava o corpo foi depois ampliada e transformada numa capela subterrânea, redescoberta em 1885.
Na Alta Idade Média, havia uma capela em homenagem a Santa Felicidade num antigo edifício romano perto das ruínas das Termas de Tito.
Algumas de suas relíquias estão na igreja dos capuchinhos em Montefiascone, Toscana. Outras, na igreja de Santa Susanna, em Roma.

## Associação com os sete mártires venerados em 10 de julho
Sete mártires que, nesta data, embora provavelmente em anos diferentes, foram enterrados em quatro diferentes locais em Roma e são celebrados em conjunto no dia 10 de julho:
- Santos Alexandre, Vital e Marcial, sepultados no Catacumba dos Giordanos, na Via Salária.
- São Januário, no Catacumba de Pretextato, na Via Salária.
- Santos Félix e Filipe, na Catacumba de Priscila, na Via Salária.
- São Silvano, na Catacumba de Máximo, na Via Salária

As mais antigas listas romanas de festas de mártires, conhecida como "Depositio Martyrum", da época do papa Libério (meados do séc. IV), já menciona os sete sendo celebrados em 10 de julho nas quatro catacumbas onde seus corpos estavam. No caso de São Silvano, o texto acrescenta que seu corpo havia sido roubado pelos novacianos. Porém, o texto não afirma que eram irmãos.
O túmulo de São Januário, na Catacumba de Pretextato, é final do século II, a época que os martírios, se de fato forem ligados entre si, devem ter ocorrido, a época do imperador Marco Aurélio.
Um dos sete mártires, São Marcial (Martialis, Martial ou Marziale), é venerado como padroeiro de Torricella Peligna, em Abruzos, e Isca sullo Ionio, na Calábria, Itália, com sua festa celebrada em 10 de julho.
Até a revisão de 1969, o Calendário Geral Romano chamava-os de "Sete Irmãos Santos" e os vetero-católicos continuam a celebrá-los desta forma.

### Lenda de Santa Felicidade e os Sete Irmãos Santos
Conta a lenda que Santa Felicidade teria sido uma rica e piedosa viúva cristã com sete filhos. Ela se dedicava à caridade e converteu muitos ao cristianismo por seu exemplo, o que provocou a fúria dos sacerdotes pagãos, que reclamaram dela com o imperador romano Marco Aurélio. Eles afirmaram que os deuses estavam irados e exigiam sacrifícios de Felicidade e seus filhos. O imperador concordou com o pedido e Felicidade foi levada perante Públio, o prefeito de Roma. Chamando-a de lado, ele tentou uma variedade de pedidos e ameaças numa fracassada tentativa de convencê-la a adorar os deuses romanos. Ele também nada conseguiu dos sete filhos, que seguiram o exemplo da mãe.
Perante o prefeito, todos se mantiveram firmes em sua fé e foram entregues a quatro juízes, que os condenaram à morte de diferentes formas. A divisão dos mártires entre os quatro juízes corresponde aos quatro locais onde os santos estão sepultados. Felicidade implorou a Deus para que não fosse morta antes dos filhos para que pudesse dar-lhes coragem e conforto durante as torturas pelas quais passariam antes da morte. E assim aconteceu: ela acompanhou a execução de todos os sete. Não se sabe como eles foram mortos, mas a tradição conta que Januário, o mais velho, foi flagelado até a morte; Félix e Filipe foram espancados com porretes; Silvano foi atirado de cabeça de um precipício; e os três mais novos, Alexandre, Vital e Marcial, foram decapitados. Depois de cada execução, Felicidade tinha novamente a chance de renunciar à sua fé, mas ela recusou e acabou sendo martirizada também.

### Origem da lenda
Os Acta com o relato da lenda dos sete mártires como filhos de Santa Felicidade existiu, de alguma forma, no século VI, pois o papa Gregório Magno faz referência a ele em sua "Homiliæ super Evangelia" (livro I, homilia iii). A Enciclopédia Católica, do início do século XX, relata que "mesmo distintos arqueólogos modernos os consideraram, embora não na forma atual correspondendo inteiramente ao original, substancialmente baseado em registros contemporâneos genuínos". Mas ele prossegue dizendo que as investigações mostraram que esta opinião dificilmente é sustentável. A mais antiga recensão destes "Atos" não são anteriores ao século VI e parecem se basear não num texto romano (em latim), mas num original grego. Além disso, com exceção da forma existente dos "Atos", vários detalhes têm sido questionados. Se Felicidade de fato era mãe dos sete mártires homenageados em 10 de julho, é estranho que seu nome não apareça no bem conhecido calendário romano de santos do século IV.
O túmulo de São Silvano era vizinho do túmulo de Santa Felicidade e, por isso, é bastante possível que a tradição logo tenha identificado os sete mártires de 10 de julho como os filhos de Santa Felicidade e que esta tenha sido a base dos "Atos" ainda existentes.